# 长岐镇 (化州市)
长岐镇，是中华人民共和国广东省茂名市化州市下辖的一个乡镇级行政单位。

## 行政区划
长岐镇下辖以下地区：
长岐社区、长岐村、西湾村、双牌村、米能村、石宁村、东方村、中塘村、下山村、东安村、新丰村、南岭村、旺岭村和塘北村。